# Xanthorhoe dodata
Xanthorhoe dodata is een vlinder uit de familie van de spanners (Geometridae). De wetenschappelijke naam van de soort is voor het eerst geldig gepubliceerd in 1920 door Cassino & Swett.